# Phyllachora evernia
Phyllachora evernia är en svampart som beskrevs av Syd. 1931. Phyllachora evernia ingår i släktet Phyllachora och familjen Phyllachoraceae.   Inga underarter finns listade i Catalogue of Life.